# Coelopacidia apicalis
Coelopacidia apicalis är en tvåvingeart som beskrevs av Friedrich Georg Hendel 1928. Coelopacidia apicalis ingår i släktet Coelopacidia och familjen borrflugor.
Artens utbredningsområde är Tanzania. Inga underarter finns listade i Catalogue of Life.